# پرونده‌ای برای سارا
پرونده‌ای برای سارا تازه‌ترین فیلم نادر مقدس در مقام کارگردان بعد از ایستگاه بهشت است که یازده سال پیش‌ساخته شد.

## داستان فیلم
درباره دختر نوجوانی به نام سارا است که علاقه زیادی به وکالت دارد وی در این فیلم درگیر پرونده‌ای می‌شود که به علت نبود شواهد کافی پدرش وکالت آن را قبول نمی‌کند بنابراین خود سارا وارد ماجرا شده و با اتفاقاتی روبه رو می‌شود.